# 上海博物馆藏战国楚竹书
上海博物馆藏战国楚竹书，簡稱上博楚简或上博简，是指上海博物馆於1994年5月起，陸續自香港古董市場購入的一批竹简共約1200余支。1999年1月5日，上海文汇报以頭條《战国竹简露真容》報導此一批竹簡，而後上海博物館於2000年起陸續公開內容並發表成書，由於數量龐大，當中又有許多新發現的文獻，因此對於相關學界可說是一大發現。另外上博簡並非直接經由考古出土，因此原始出土地點不詳，經推測出土的墓時間約在戰國中期偏晚、後期偏早，也就是公元前300年附近。

## 內容
依照上海古籍出版社陸續出版的《上海博物馆藏战国楚竹书》1～9冊，順序如下：
- 第一冊，2001年11月出版，包括《孔子诗论》、《缁衣》、《性情论》3篇。
- 第二冊，2002年12月出版，包括《民之父母》、《子羔》、《鲁邦大旱》、《从政》、《昔者君老》、《容成氏》6篇。
- 第三冊，2003年12月出版，包括《周易》、《恆先》、《仲弓》、《彭祖》4篇。
- 第四冊，2004年12月出版，包括《采风曲目》、《逸诗》、《柬大王泊旱》、《昭王毁室》、《内豊》、《相邦之道》、《曹沫之陈》7篇。
- 第五冊，2005年12月出版，包括《竞建內之》、《鲍叔牙与隰朋之谏》、《季庚子问于孔子》、《姑成家父》、《君子为礼》、《弟子问》、《三德》、《鬼神之明·融师有成氏》8篇。
- 第六冊，2007年7月出版，包括《竞公疟》、《孔子见季桓子》、《庄王既成·申公臣灵王》、《平王问郑寿》、《平王与王子木》、《慎子曰恭俭》、《用曰》、《天子建州》（甲本）、《天子建州》（乙本）9篇。
- 第七冊，2008年12月出版，包括《武王践阼》、《郑子家丧》、《君人者何必安哉》、《凡物流形》、《吴命》5篇。
- 第八冊，2009年12月出版，包括《子道饿》、《颜渊问于孔子》、《成王既邦》、《命》、《王居》、《志书乃言》、《有皇将起》、《李颂》、《兰赋》、《鶹鹂》10篇。
- 第九冊，2012年12月出版，包括《成王为城濮之行（甲、乙本）》、《灵王遂申》、《陈公治兵》、《举治王天下（五篇）》、《邦人不称》、《史蒥问於夫子》、《卜书》7篇。

## 外部連結
- 淺野裕一著，王綉雯譯：〈上博楚簡〈相邦之道〉的整體結構（页面存档备份，存于）〉，《清華學報》，35.2 (2005)，頁283-294。
- 上野洋子：〈上博楚簡〈詩論〉中的「民性固然」與實踐禮儀之「性」〉。
- 顧史考：〈上博簡〈凡物流形〉初探〉。